# Anastasiya Juravlyeva
Anastasiya Sergeyevna Juravlyeva (russisch Анастасия Сергеевна Журавлёва, Anastassija Sergejewna Schurawljowa; * 9. Oktober 1981 in Taschkent, Usbekische SSR, UdSSR als Anastasiya Kirbyatyeva, russisch Кирбятева, Kirbjatjewa) ist eine ehemalige usbekische Leichtathletin, die sich auf den Weit- und Dreisprung spezialisiert hat.

## Sportliche Laufbahn
Ihren ersten internationalen Wettkampf bestritt Anastasiya Juravlyeva im Jahr 1999, als sie bei den Juniorenasienmeisterschaften in Singapur im Dreisprung mit einer Weite von 12,71 m den vierten Platz belegte. Im Jahr darauf nahm sie im Weit- und Dreisprung an den Juniorenweltmeisterschaften in Santiago de Chile teil, schied aber in beiden Bewerben mit 5,52 m bzw. 11,96 m in der Qualifikation aus. 2003 schied sie bei den Weltmeisterschaften nahe Paris im Weitsprung ohne einen gültigen Versuch in der Qualifikation aus und auch mit der usbekischen 4-mal-100-Meter-Staffel verpasste sie mit 45,74 s den Finaleinzug. Anschließend siegte sie bei den Asienmeisterschaften in Manila im Weitsprung mit einer Weite von 6,53 m und gewann im Dreisprung mit 14,21 m die Silbermedaille hinter der Chinesin Huang Qiuyan. Daraufhin siegte sie bei den Zentralasienspielen in Duschanbe mit 6,28 m im Weitsprung sowie mit 13,55 m auch im Dreisprung. Im Jahr darauf schied sie bei den Hallenweltmeisterschaften in Budapest im Dreisprung mit neuem Hallenlandesrekord von 13,97 m in der Qualifikation aus und verzichtete dann auf einen Start im Weitsprung. In beiden Disziplinen qualifizierte sie sich für die Olympischen Spiele in Athen, scheiterte dort aber mit 6,39 m und 13,64 m jeweils in der Vorrunde.
2005 schied sie bei den Weltmeisterschaften in Helsinki im Dreisprung mit 13,97 m in der Qualifikation aus, gewann anschließend aber bei den Asienmeisterschaften in Incheon mit 14,14 m die Silbermedaille im Dreisprung hinter der Chinesin Xie Limei und wurde im Weitsprung mit 6,38 m Siebte. Zudem stellte sie in diesem Jahr in Chania mit 14,55 m einen neuen Landesrekord im Freien auf. Im Jahr darauf scheiterte sie bei den Hallenweltmeisterschaften in Moskau mit 13,58 m in der Vorrunde aus und belegte beim IAAF World Cup in Athen mit 14,54 m den fünften Platz. Anschließend nahm sie erstmals an den Asienspielen in Doha teil und gewann dort mit 14,26 m die Silbermedaille hinter der Chinesin Xie Limei. 2007 schied sie bei den Weltmeisterschaften in Osaka mit 13,31 m im Dreisprung ein weiteres Mal in der Qualifikation aus, ehe sie bei den Militärweltspielen in Hyderabad mit 6,21 m die Silbermedaille im Weitsprung hinter der Russin Anna Pjatych gewann. 2008 nahm sie im Dreisprung erneut an den Olympischen Spielen in Peking teil, verpasste dort aber mit 13,36 m den Finaleinzug.
2010 belegte sie bei den Asienspielen in Guangzhou mit 13,38 m den sechsten Platz im Dreisprung und im Jahr darauf wurde sie bei den Asienmeisterschaften in Kōbe mit 13,88 m Fünfte, ehe sie bei den Weltmeisterschaften in Daegu mit 14,00 m in der Qualifikation ausschied. 2012 startete sie bereits zum dritten Mal bei den Olympischen Spielen in London, schied aber mit 13,54 m in der Dreisprungqualifikation aus. 2013 siegte sie bei den Asienmeisterschaften in Pune mit einer Weite von 14,18 m im Dreisprung und gewann im Weitsprung mit 6,36 m die Silbermedaille hinter der Japanerin Sachiko Masumi. Anschließend schied sie bei den Weltmeisterschaften in Moskau mit 13,32 m im Dreisprung in der Qualifikation aus. Im Jahr darauf siegte sie dann bei den Hallenasienmeisterschaften in Hangzhou mit 13,60 m im Dreisprung und belegte im Weitsprung mit 6,15 m den fünften Platz. Im Oktober nahm sie ein weiteres Mal an den Asienspielen in Incheon teil und wurde dort mit einem Sprung auf 13,64 m Siebte im Dreisprung. 2015 erreichte sie bei den Asienmeisterschaften in Wuhan mit 5,92 m Rang zwölf im Weitsprung und im Jahr darauf beendete sie in Taschkent ihre sportliche Karriere im Alter von 34 Jahren.
In den Jahren 2003 und 2005 wurde Juravlyeva usbekische Meisterin im Dreisprung im Freien sowie 2003 auch im Weitsprung. In der Halle siegte sie 2013 und 2016 im Weitsprung sowie 2013 auch im Dreisprung.

## Persönliche Bestleistungen
- Weitsprung: 6,69 m (+0,5 m/s), 21. Juni 2003 in Almaty
  - Weitsprung (Halle): 6,42 m, 17. Februar 2006 in Düsseldorf
- Dreisprung: 14,55 m (+1,8 m/s), 6. Juni 2005 in Chania (usbekischer Rekord)
  - Dreisprung (Halle): 14,24 m, 25. Februar 2005 in Piräus (usbekischer Rekord)